# Músculo extensor radial corto del carpo
El músculo extensor radial corto, también llamado segundo radial externo o músculo extensor carpi radialis brevis, es un músculo del antebrazo que extiende y abduce la mano, también imprime un movimiento de supinación de antebrazo. Se ubica bajo el músculo extensor radial largo del carpo.
Se origina en el epicóndilo lateral del húmero y ligamento lateral externo del codo y se inserta en la base del III metacarpiano. Es inervado por el ramo profundo del nervio radial.
- Datos: Q847458
- Multimedia: Extensor carpi radialis brevis muscles / Q847458